# Africa Rice Center

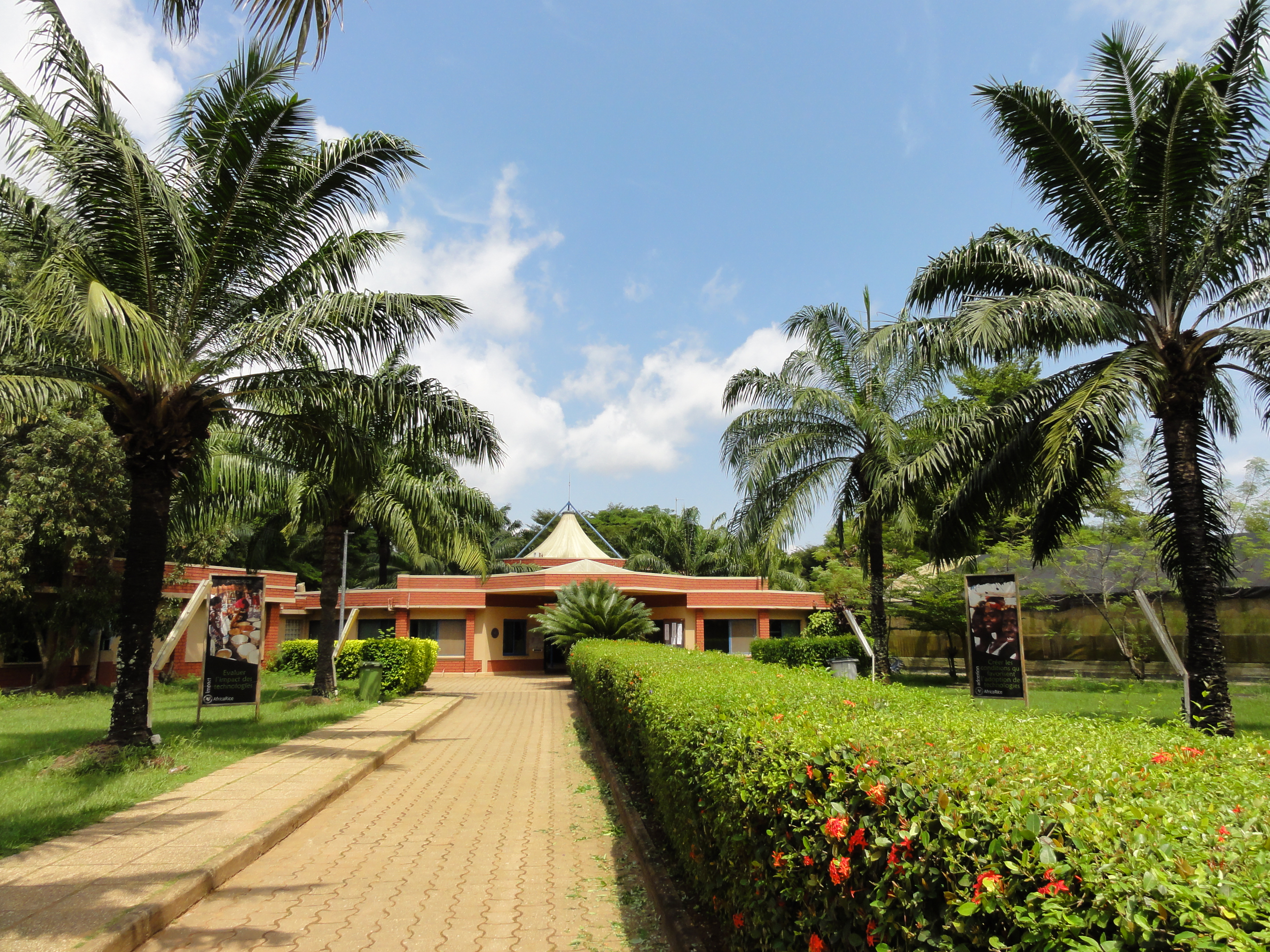
Huvudkontoret för Africa Rice Center.

Africa Rice Center (AfricaRice), tidigare känt som West Africa Rice Development Association (WARDA), är ett forskningscentrum i Abidjan, Elfenbenskusten  som fokuserar på frågor som berör jordbruk och livsmedelsförsörjning. Centret grundades 1971 av 11 afrikanska länder och år 2021 var 28 länder medlemmar. Centret har täta kontakter med andra forskningsinstitutioner och universitet, samt med jordbruksorganisationer och biståndsgivare.
Namnet kommer av hur viktigt afrikanskt ris är som stapelvara i Afrika. Centret arbetar strategiskt för att reducera fattigdom och bidra till livsmedelssäkerhet i Afrika. Det görs genom forskning, utveckling och olika samarbeten som syftar till att öka avkastningen från ris och lönsamheten för risbönder. Grunden är att detta ska göras på ett hållbart sätt.
2015 flyttades centrets huvudkontor från Cotonou, Benin till Abidjan i Elfenbenskusten. Tre år senare inrättades en genbank i M'be och en flytt av de tidigare rissamlingarna i Cotonou och Ibadan inleddes.